# Nebezpečná síť
Nebezpečná síť (v anglickém originále Hackers) je americký filmový thriller z roku 1995. Režisérem filmu je Iain Softley. Hlavní role ve filmu ztvárnili Jonny Lee Miller, Angelina Jolie, Renoly Santiago, Matthew Lillard a Laurence Mason.

## Obsazení
| Jonny Lee Miller    | Dade Murphy        |
| Angelina Jolie      | Kate Libby         |
| Renoly Santiago     | Ramón Sánchez      |
| Matthew Lillard     | Emmanuel Goldstein |
| Laurence Mason      | Paul Cook          |
| Jesse Bradford      | Joey Pardella      |
| Fisher Stevens      | Eugene Belford     |
| Lorraine Bracco     | Margo Wallace      |
| Felicity Huffmanová | úřednice           |